# 天ぷら銀河
天ぷら銀河（てんぷらぎんが）は日本の劇団。座長は伊東翼。
多摩美術大学にて伊東翼を中心に結成。作および演出・伊東翼による旗揚げ公演「雪女を撃て！〜死んだら死んだで問題ない〜」を2012年12月に上演。その後、在学時に20本以上の公演を打ち、劇団員の卒業と同時に2016年から本格的に活動を始める。年数本の演劇公演を打つほか、劇団員による自主制作映画、動画サイトYouTubeにて活動しているラジオ番組「天ぷら銀河のパラダイス銀河」など年々創作の幅を広げている。
派生団体に劇団員の平山犬主宰の『犬小屋の骸骨』（旧名：犬小屋企画）等がある。 